# 가푸르 굴롬
가푸르 굴로모비치 굴리야모프(Gʻafur Gʻulomovich Gulyamov, 1903년 5월 10일 ~ 1966년 7월 10일)는 지난날 문학가 출신의 소련 정치가 겸 외교관이다. 그는 가푸르 굴롬(Gʻafur Gʻulom)이라는 작가로서의 필명으로도 잘 알려져 있다.
그는 1923년 시인으로 첫 등단하여 문학 분야에 입문하였으며 시문학, 희곡, 소설, 평론, 아동문학, 수필, 번역문학 등의 다방면 성향 문학에서 활약한 그는 1963년에 문학 분야를 사실상 은퇴하였고 그 후 1964년에 소련 정치 및 외교행정 분야를 잠시 입문한 전력이 있다.
그의 문학가 시절 주요 작품에는 시문학 작품 《Dinamo》, 《Tirik qoʻshiqlar》, 수필 작품 《Netay》, 《Yodgor》, 《Tirilgan murda》 등이 있다.
터키에서는 그를 "소련 우즈베크 지방의 푸슈킨", 혹은 "소련 우즈베크 지방의 체호프"라 각각 지칭하기도 하였다.